# Botteresse

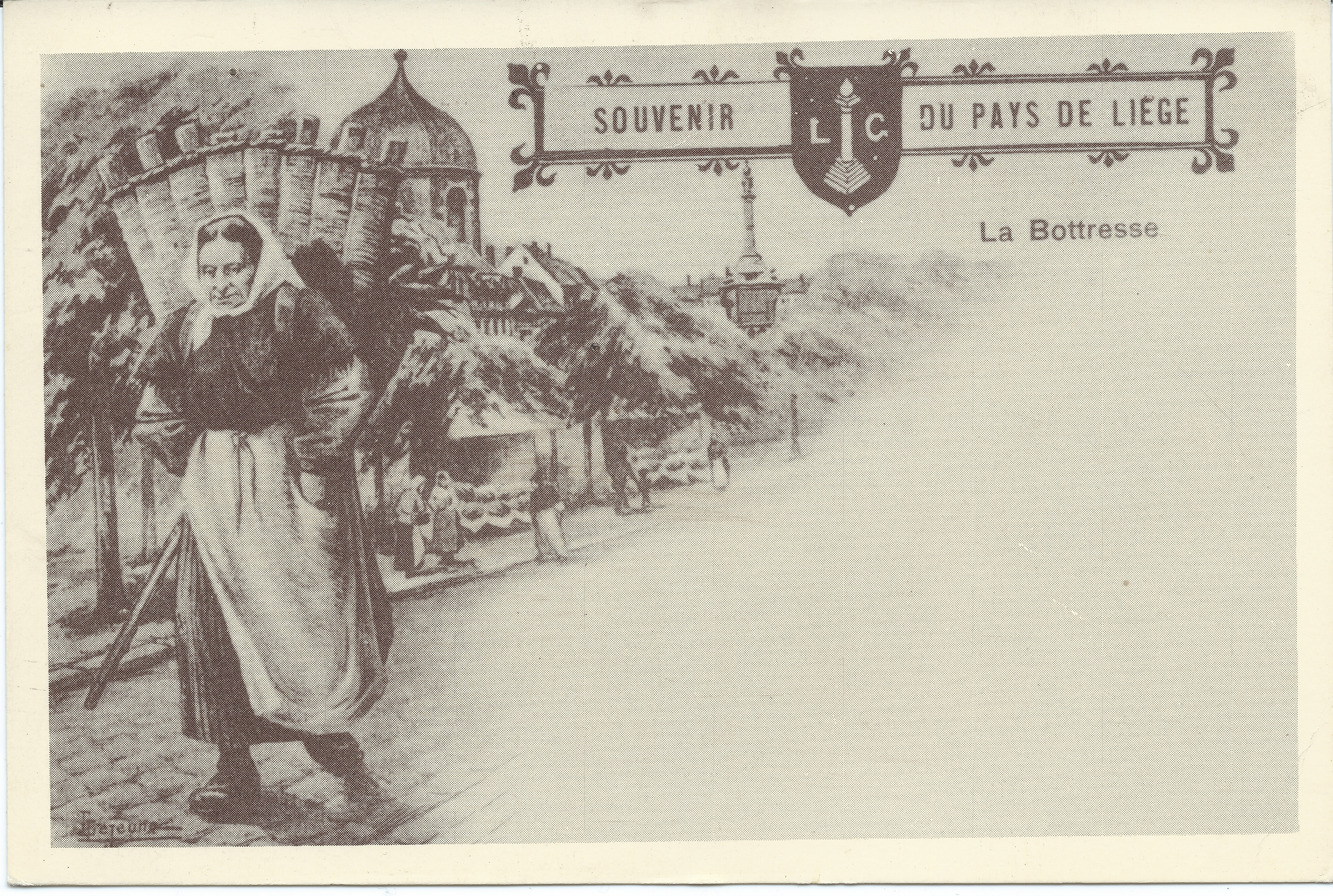
Une botteresse.

En Belgique, dans la région de Liège, au XIXe siècle, une botteresse ou  boteresse (ou plus rarement bottresse) est une femme porteuse de hotte qui transporte des marchandises ou du charbon sur son dos.

## Description

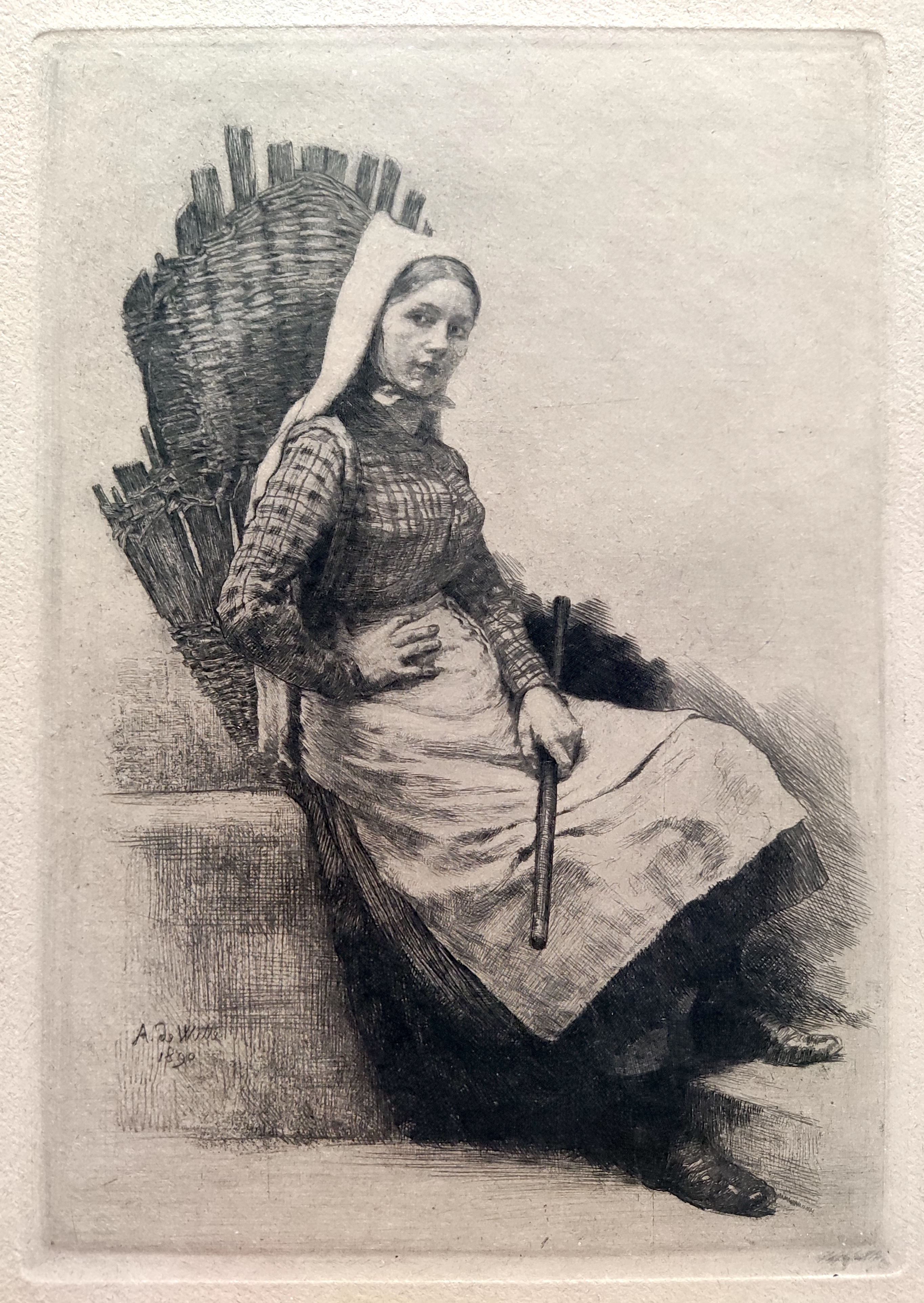
La botteresse au bâton, Adrien de Witte, 1890.

La botteresse est décrite comme une « matronne charpentée comme un chêne, colporteuse, messagère… », aucune charge ne l'effrayait « pourvu qu'elle puisse tenir dans sa hotte ». À la main, elle tient une canne qu'elle peut placer sous la hotte pour soulager un peu la pression des bretelles sur les épaules. Elle transporte des marchandises et matériaux variés, comme des fruits et légumes ou du charbon. Elle représente une main d’œuvre importante et peu rémunérée dans les mines.
On trouve parfois la forme masculine botteur.

## Histoire
La botteresse qui appartient à la confrérie des houilleurs fait partie des XXXII bons métiers de Liège.
Selon une légende tenace, les botteresses venues de Liège auraient apporté sur leur dos la terre nécessaire à l'édification de la Butte du Lion de Waterloo,. Un simple calcul montrant que 44 000 charges par jour auraient été nécessaires permet de démentir cette légende.

## Dans les arts

### Peinture et gravure
Plusieurs artistes, peintres et graveurs, du XIXe siècle et du début du XXe siècle, ont représenté des botteresses, notamment Antoine Wiertz, Barthélemy Vieillevoye et Adrien de Witte.

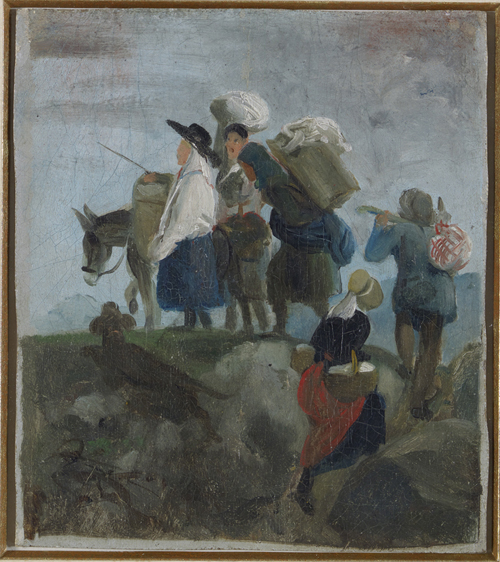
Les Botteresses, Antoine Wiertz, ca. 1835.
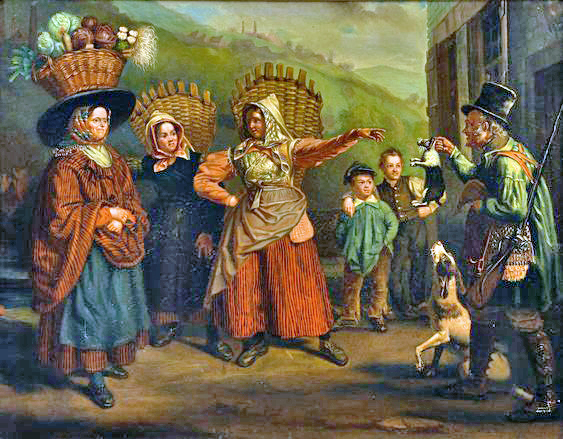
Botteresses agaçant un braconnier, Barthélemy Vieillevoye, 1836.
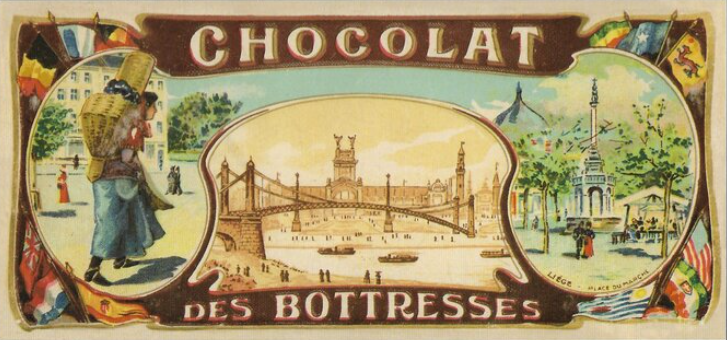
Emballage de Chocolat des Bottresses, Delhaize 1905.

### Sculpture
Des statues, œuvres du sculpteur Henri Beckers, représentant des botteresses ornent plusieurs Fontaines Montefiore, fontaines-abreuvoirs publiques d'eau potable installées à Liège à la fin du XIXe siècle.

Botteresses sur des fontaines Montefiore
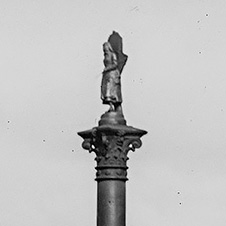
Place Cockerill à Liège.
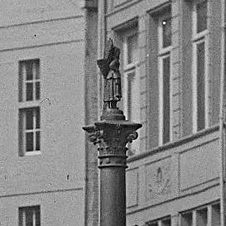
Quai de la Goffe à Liège.

Place du Marché, à Liège, sur la fontaine de la Tradition, un panneau de bas-relief en bronze montre une scène de la vie populaire avec des botteresses.

## Dans la culture populaire et les traditions
- Nanesse, personnage du folklore liégeois, compagne de Tchantchès, est une botteresse[14].
- Plusieurs poèmes de l'auteur wallon Joseph Vrindts parlent de botteresses, parmi lesquels Nos bot'rèsses et Lès sabots dèl bot'rèsse[15].